# Alan Page
Pour les articles homonymes, voir Page.
College Football Hall of Fame 1993
Pro Football Hall of Fame 1988
(en) Statistiques sur pro-football-reference
Alan Cedric Page, né le 7 août 1945 à Canton en Ohio, est un joueur américain de football américain ayant évolué au poste de defensive tackle principalement aux Vikings du Minnesota. Après sa carrière sportive, il entamera une carrière de juriste qui le mènera jusqu'à la Cour suprême du Minnesota. 

## Biographie

### Fighting Irish de Notre Dame
Étudiant à l'université Notre-Dame-du-Lac, il joue pour les Fighting Irish de Notre Dame.

### Vikings du Minnesota
Il est drafté en 1967 à la 15e place (premier tour) par les Vikings du Minnesota. Il y joue de 1967 à 1978 en devenant l'un des meilleurs joueurs de l'histoire de cette franchise. Il faisait partie des Purple People Eaters, la célèbre défense des Vikings lors de cette période. Solide physiquement, il joue par également 218 matchs consécutifs. En 1971, il est élu « Joueur défensif de l'année en NFL » et « Meilleur joueur de la NFL ».

### Bears de Chicago
Entre 1978 et 1981, il joue aux Bears de Chicago.

### Carrière juridique
Alors qu'il joue encore pour les Vikings, Page suit les cours de l'école de droit de l'université du of Minnesota, dont il devient docteur en droit en 1978. Après son diplôme, il travaille pour le cabinet juridique Lindquist et Vennum de Minneapolis, de 1979 à 1984 lors des intersaisons de football. Page est nommé Special Assistant de l'Attorney général du Minnesota en 1985 puis peu après promu Assistant Attorney General.
En 1992, il est élu au siège vacant de juge (Associate Justice) à la Cour suprême du Minnesota, devenant le premier Afro-américain a y siéger. Il est réélu en 1998.

## Postérité
Il est sélectionné à sept Pro Bowls (1969, 1970, 1971, 1972, 1973, 1974, 1975, 1976 et 1977) et dans l'équipe NFL de la décennie 1970. Les Vikings du Minnesota ont retiré son numéro 88. Alan Page est élu membre du College Football Hall of Fame et du Pro Football Hall of Fame.